# Les Étapes de l'amour
Pour plus de détails, voir Fiche technique et Distribution.
Les Étapes de l'amour est un film muet français réalisé par Maurice Le Forestier, sorti en 1912.

## Fiche technique
- Titre : Les Étapes de l'amour
- Réalisation : Maurice Le Forestier
- Scénario : Daniel Riche
- Photographie :
- Montage :
- Producteur :
- Société de production : Société cinématographique des auteurs et gens de lettres (S.C.A.G.L)
- Société de distribution :  Pathé Frères
- Pays d'origine :  France
- Métrage : 260 mètres dont 236 en couleurs
- Langue : Cinéma muet avec les intertitres en français
- Format : Noir et blanc — 35 mm — 1,33:1 — Muet
- Genre : Comédie
- Durée : 8 minutes et 40 secondes
- Dates de sortie :
  - France : 3 mai 1912

## Distribution
- Andrée Pascal : Fleurette
- Gabriel de Gravone : Hubert
- Jean Kemm
- Juliette Clarens
- Hélène Cerda